# Tsilaisite
La tsilaisite è un minerale. Fu descritto nel 1984 da Shmetzer e Bank. Ritenuto una variante di Elbaite, è stato ridefinito nel 2011 come tale grazie allo studio di materiale proveniente dall'Isola d'Elba.

## Origine e giacitura
Tsilaisite è stata ritrovato originariamente nel giacimento topotipo di Tsilaisina, nella regione di Vakinankaratra in Madagascar.